# Iserlohner Aufstand von 1849

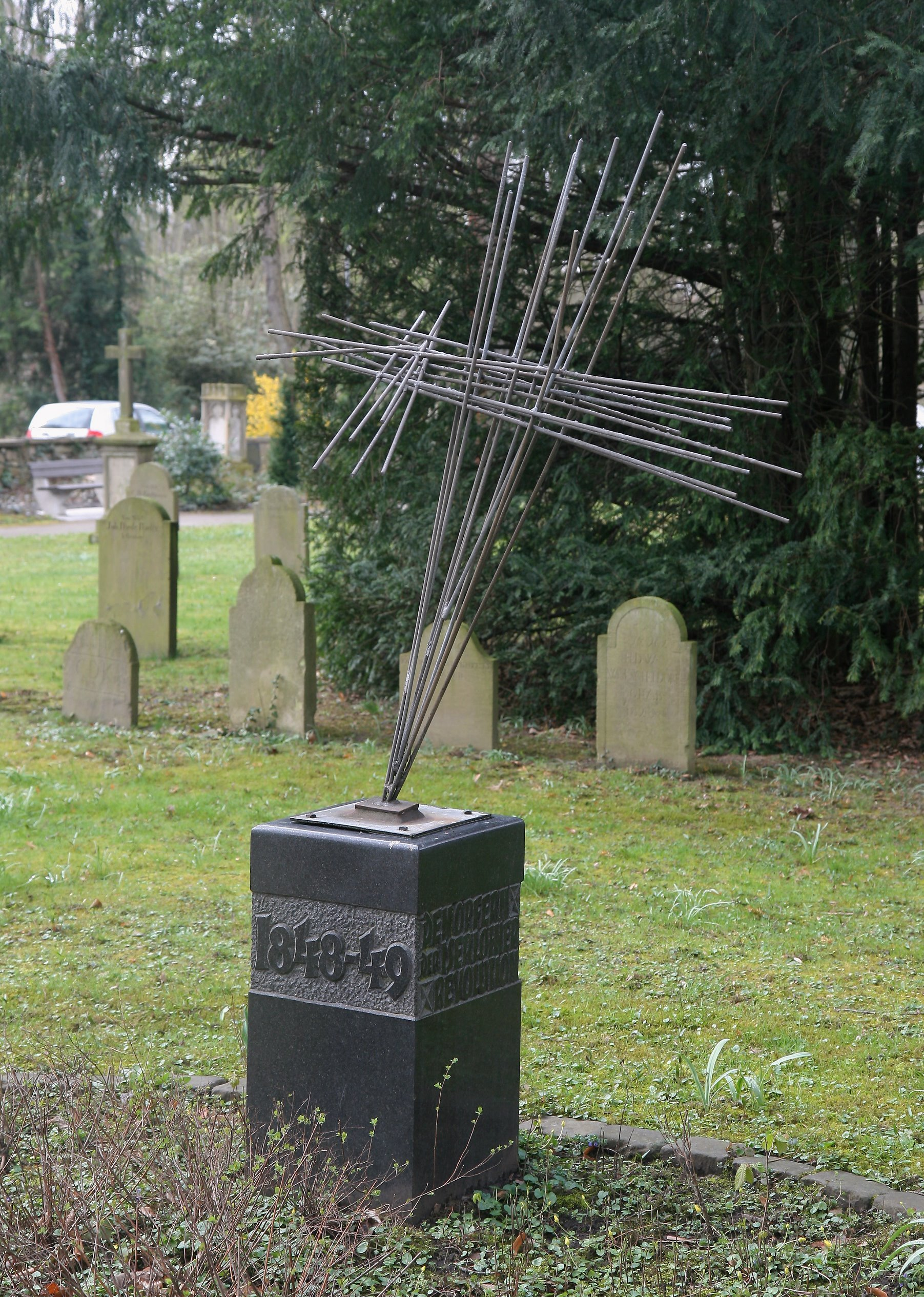
Denkmal für die Opfer des Aufstandes auf dem Iserlohner Hauptfriedhof

Der Iserlohner Aufstand im Mai 1849 in Westfalen war einer der bedeutendsten sogenannten Maiaufstände infolge der Reichsverfassungskampagne in der Endphase der Deutschen Revolution 1848/1849. Nachdem der preußische König die Kaiserkrone abgelehnt hatte, ging er zur eigentlichen Niederschlagung der Revolution über.

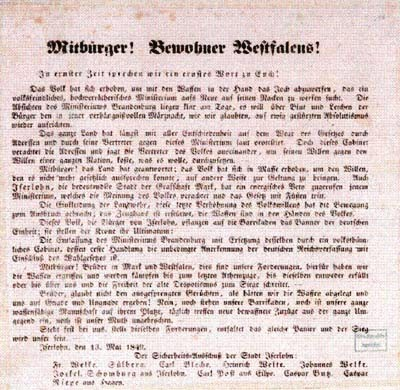
Aufruf des Iserlohner Sicherheitsausschusses 1849

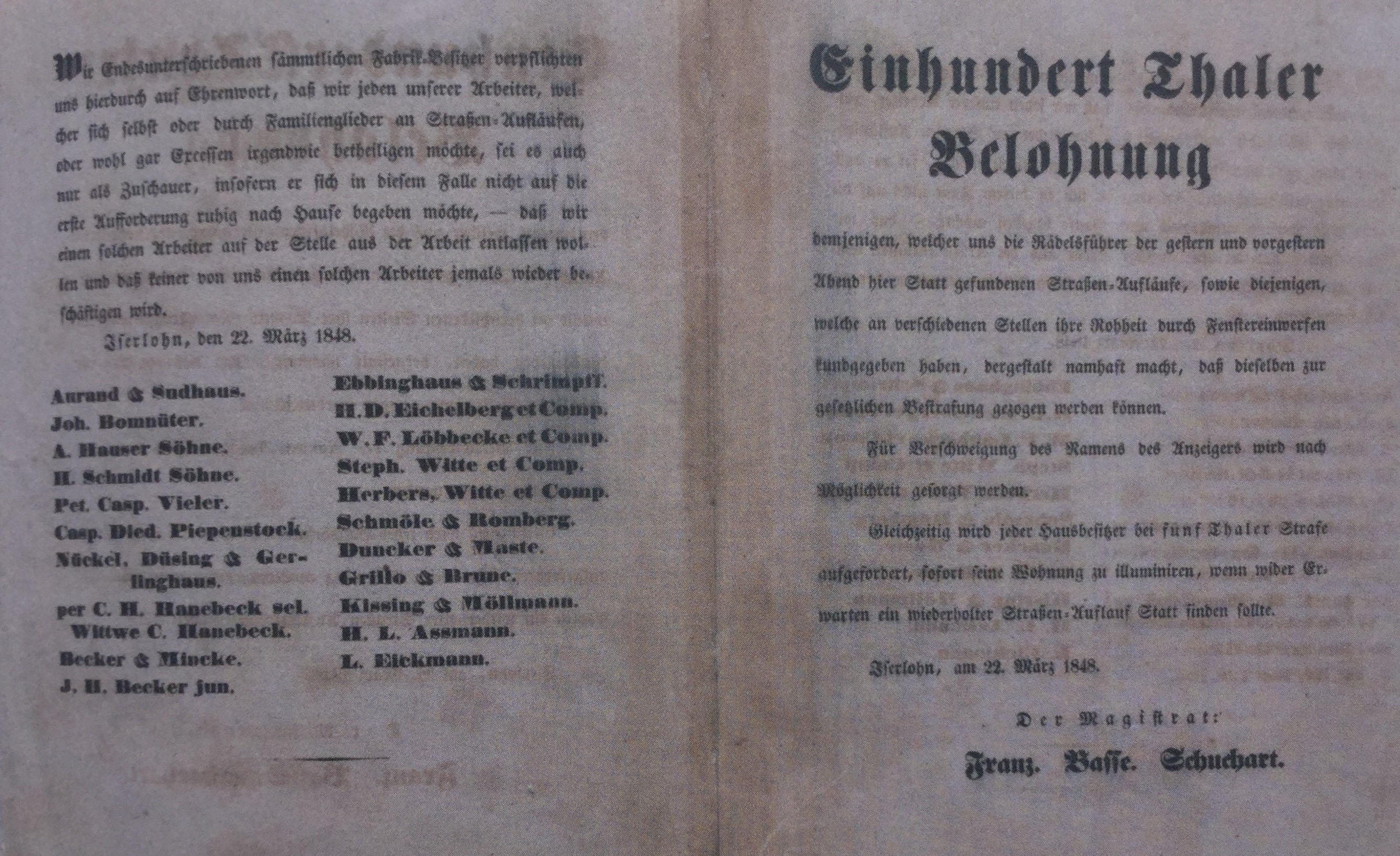
Steckbrief zur Ergreifung der „Rädelsführer“ des Aufstandes

Landwehrmänner in der Region befürchteten, gegen Aufständische in Baden und Sachsen eingesetzt zu werden. Ihr Aufstand vom 10. Mai dauerte bis zum 17. Mai, als Regierungstruppen die Stadt Iserlohn wieder einnahmen. Dabei starben mindestens 34 Aufständische, Zivilisten und Soldaten.

## Entstehung und Entwicklung

### Politische Situation und Gründe
Die Verlegung und schließlich Aufhebung der preußischen Nationalversammlung rief gerade in Westfalen eine neue Welle politischer Bewegungen hervor. Bemerkenswert dabei ist, dass zeitweise Liberale und Demokraten zusammenarbeiteten. So kam es im November 1848 zu einem Kongress in Münster, an dem sich Vertreter demokratischer, konstitutioneller und anderer politischer Vereine beteiligten. Nach der Verkündigung der oktroyierten preußischen Verfassung Anfang Dezember beruhigte sich die Lage in Westfalen zwar wieder, aber das Vorgehen der Behörden gegen die führenden Teilnehmer des Kongresses wie die Verhaftung von Jodocus Temme, Johann Matthias Gierse und 12 weiterer Personen heizte die Stimmung wieder an. Die Folge war, dass die Demokraten – also die entschiedensten Befürworter der Revolution – bei den Wahlen zum preußischen Abgeordnetenhaus in Westfalen Ende Januar und Anfang Februar in vielen Wahlkreisen stärker waren als konservative, liberale oder katholische Kandidaten. Noch weiter verschärft wurde die Lage durch die Ablehnung der Kaiserkrone durch Friedrich Wilhelm IV. und die vom Zentralmärzverein initiierte Reichsverfassungskampagne. Die daraus hervorgehende Bewegung wird auch Mairevolution bezeichnet. In Westfalen war Iserlohn der zentrale Ort dieser Ereignisse.

### Ereignisse während des Aufstands

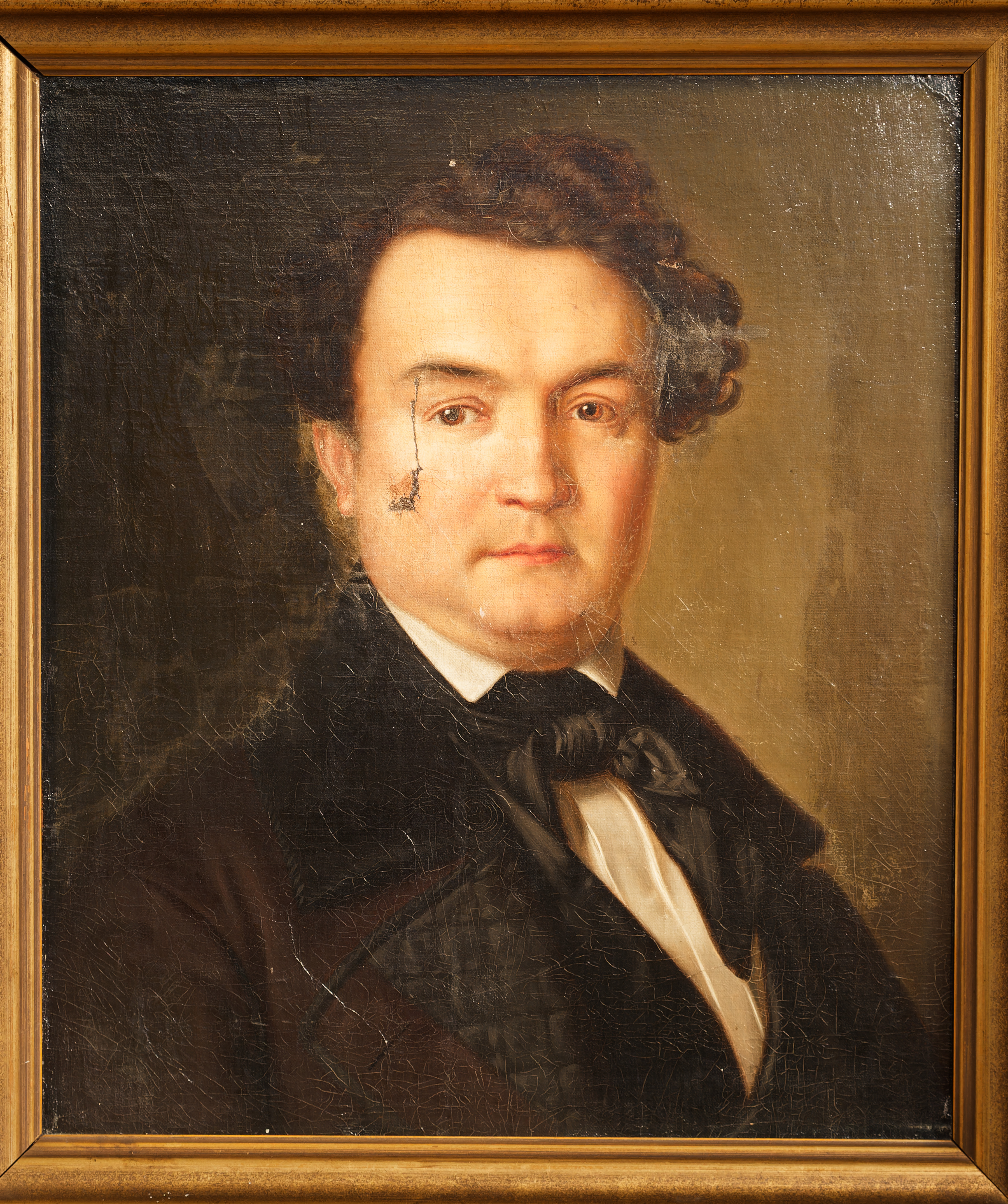
Carl August Michael Schuchart

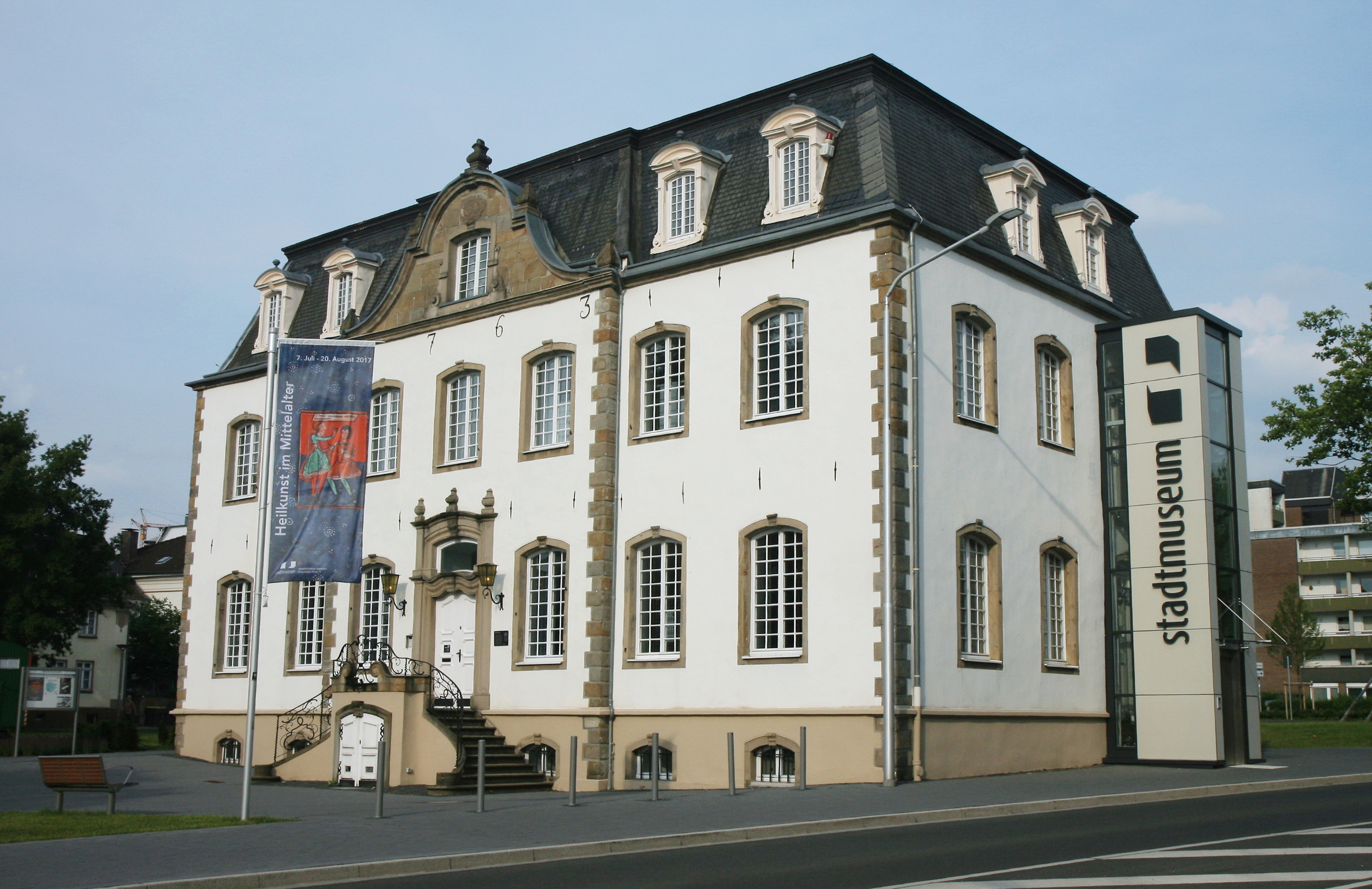
Das ehemalige Iserlohner Zeughaus, seit 1987 beherbergt es das Iserlohner Stadtmuseum

Ausgangspunkt war die Meuterei von Landwehrtruppen – einer milizartigen Heeresergänzung zu den regulären Linientruppen – in verschiedenen Städten des bergisch-märkischen Gewerbegebiets. Diese in der preußischen Reformzeit gebildeten Landwehr-Einheiten waren zwar einerseits als Hort des preußischen Patriotismus bekannt, andererseits galten sie dem Obrigkeitsstaat als quasidemokratische und gerade in revolutionären Zeiten unzuverlässige Einrichtung. Am 10. Mai 1849 meuterten in Hagen 1500 einberufene Landwehrmänner, die befürchteten, gegen die Revolutionäre in Baden eingesetzt zu werden. Von Hagen zogen etwa 400 Landwehrangehörige sowie aufständische Einwohner der Stadt und des Landkreises nach Iserlohn. Dort erhielten sie Unterstützung aus mehreren Städten des märkischen Gewerbegebiets, aber auch aus den ländlichen Teilen des kurkölnischen Sauerlandes.
In Iserlohn wurde am Vormittag des 10. Mai 1849 das Zeughaus gestürmt und noch am selben Tag ein radikaler Sicherheitsausschuss nach dem Vorbild der französischen Revolution eingerichtet. Vorsitzender war der „gemäßigte Demokrat“ Rechtsanwalt Karl Schuchart, der versuchte, einen mäßigenden Einfluss auf die Bewegung auszuüben. Am gleichen Nachmittag wurde eine Delegation zum Oberpräsidenten Eduard Flottwell in Münster entsandt, um die Forderungen zu überbringen: Zurücknahme des Einberufungsbefehls; kein Einsatz von Militär gegen die Stadt; Amnestie für die Aufständischen. Die Delegation war erfolglos, zusätzlich blieb die von auswärts erwartete Hilfe aus. Umworbene Demokraten mit militärischen Fachkenntnissen winkten ab. Lebensmittel wurden knapp, und den aufständischen Arbeitern fehlte es an Lohn. Der Hagener Caspar Butz berichtete u. a. in der Kölnischen Zeitung am 14. Mai 1849 über die damaligen Situation in der Stadt Iserlohn.

### Beendigung und Folgen
Am 17. Mai 1849 gelang es preußischen Linientruppen (Infanterie-Regiment Nr. 24) und weiteren Einheiten, die Stadt zu erobern. Zwar wurde der Kommandeur des Füsilierbataillons Oberstleutnant Schrötter getötet, die Verluste waren ansonsten aber gering (ein Toter, sieben Verwundete). Auf Seiten der Zivilisten gab es 40 Tote durch Soldaten des Regiments, erbost durch den Tod ihres aus dem Hinterhalt erschossenen Bataillonskommandeurs, durchsuchten die Häuser und exekutierten beim Fund von Waffen oder Munition deren Bewohner wie auch Fliehende. Zahlreiche Personen wurden verhaftet, etwa 80 von ihnen angeklagt. Die Mehrheit allerdings wurde in den nachfolgenden Gerichtsverfahren freigesprochen. Die Hagener Teilnehmer des Iserlohner Aufstands – Caspar Butz aus Hagen, Dr. Friedrich Wilhelm Grevel aus Hagen und Carl Post aus Eilpe bei Hagen – konnten emigrieren; Butz und Post wurde im Prozess im Juni 1850 in Wesel eine Hauptverantwortung für den Aufstand zugeschrieben, was nach den Erkenntnissen des Historikers Ralf Blank eher die Verteidigungsstrategie einiger der angeklagten Teilnehmern des Aufstandes war als der tatsächlichen Rolle der beiden Hagener Aufständischen entsprochen hatte.
Nach der Niederschlagung der Erhebung wurden die Landwehreinheiten aus Westfalen tatsächlich zur Bekämpfung der Revolution in der Pfalz und in Baden eingesetzt. So wurde das Iserlohner Landwehr-Bataillon des 16. Landwehrregiments am 25. Juni 1849 im Gefecht bei Durlach zum Sturmangriff auf die Barrikaden der Revolutionsarmee eingesetzt, wobei es erhebliche Verluste erlitt. Die Stadt Iserlohn musste ein Jahr lang bis Frühjahr 1850 „starke militärische Einquartierung“ ertragen – und bezahlen.

## Rezeption
Ralf Blank ordnet den Iserlohner Aufstand in eine Reihe von „Unruhen und sozialem Protest“ seit dem 18. Jahrhundert ein. Dabei verweist er auf die Hungerkrisen wie auch die von 1846/1847. Damals hätten bürgerliche Hilfskomitees die Not der Bevölkerung gelindert, so dass Unruhen ausblieben, und in der Revolution 1848 hätten konservative und liberale Kreise die revolutionären Forderungen der Arbeiter relativiert und eingedämmt. Die Protestzüge von Arbeitern im März und April 1848 z. B. im bergisch-märkischen Gewerbegebiet wurden in bürgerlichen Kreisen und durch Unternehmer verurteilt und mit den „Maschinenstürmen“ und Protesten etwa 1795 und 1817 verglichen. So war die im Frühjahr 1848 aufgestellte Bürgerwehr auch ein Instrument, um mögliche Aufstände von Arbeitern in den Städten niederzuhalten.
Der Aufstand kam durch Befürchtungen von Landwehrmännern und ihren Angehörigen zustande, sie würden gegen Aufständische in Baden und damit gegen ihre deutschen Landsleute eingesetzt. Daraufhin kam es u. a. in Hagen im Mai 1849 zur Meuterei und Verweigerung der ausgerufenen Einberufung. Der Aufstand in Iserlohn markiere „das Ende der Revolution in Westfalen“, so Blank.
Neben einem Denkmal für die Opfer auf dem Hauptfriedhof erinnern auch Tafeln an verschiedenen Gebäuden seit 2012 an die Ereignisse. Sie enthalten Informationen über die Rolle dieses Ortes während des Aufstandes. Ein historischer Roman von Christian Wolff behandelt den Iserlohner Aufstand und die Teilnahme der Iserlohner Wehrmänner am Feldzug in Baden.